# Морське інженерне бюро
Морське інженерне бюро — українське проектне підприємство в Одесі.

## Історія
Підприємство було офіційно зареєстроване 23 березня 1995 року. Воно було створене групою молодих наукових співробітників кораблебудівного факультету Одеського національного морського університету (раніше "Одеський інститут інженерів морського флоту") з метою практичного застосування своїх знань в галузі будівельної механіки корабля і морехідних властивостей суден.
За час свого існування бюро пройшло шлях від невеликої фірми, яка займалася виключно розрахунковими завданнями стосовно корпусів суден і науковими дослідженнями на замовлення класифікаційних товариств, до організації, яка виконує практично весь спектр інжинірингових робіт для судноплавства і суднобудування.
6 березня 2000 року в місті Санкт-Петербург була створена російська компанія Морське інженерне бюро - СПб, з якою укладено угоду щодо стратегічного партнерства і спільного просування на ринку бренду Морське інженерне бюро. Результати співробітництва дружніх проектних організацій викладені на їх спільному сайті.
З перших днів появи Морське інженерне бюро, його розробки і нестандартні інженерні рішення отримали підтримку і визнання провідних спеціалістів Російського морського регістру судноплавства.
Від 1998 року значно збільшені робочі і наукові контакти з Російським річковим регістром, які продовжують активно поглиблюватися з кожним роком, сприяючи підвищенн. ефективності роботи річкового флоту Росії.
Робота з Держфлотнаглядом України, а потім з Регістром судноплавства України, як його спадкоємцем, цілком орієнтована на підтримку українських судновласників, в тому числі й на продовження термінів експлуатації існуючого флоту.
Розробка і супроводження нових технічних рішень і техно-робочих проектів виконуються Морським інженерним бюро від травня 2000 року, і станом на кінець травня 2018 року за 96 проектами було побудовано 330 морських, річкових і змішаного ріка-море плавання суден. Окрім повністю завершених, ще 11 суден добудовувалися після спуску, і більше 30 суден перебували на стапелях заводів.

## Побудовані проекти
Серед зданих до експлуатації замовлень:
- 119 суховантажних суден річкового, змішаного ріка-море й обмежених морських районів плавання типу "Пола Макарія", "Нева-Лідер", "Герої Сталинграду", "Гейдар Аліев", "Мірзага Халілов", "Каспіан Експрес", "Азов макс", "Карелія", "Челсі", "Хазар", "Надія", "Танаїс", "Святий Георгій", "Оммакс", "Птич", "Порт Оля", "Леда", "Єдиний" й ін.;
- 118 танкерів-продуктовозів, танкерів-хімовозів, танкерів-бункероників типу "Балт-Флот", "ВФ Танкер", "Олександр Шемагін", "Армада", "Нова Армада", "Астон", "Палойл", "Роскем", "Казань", "Екомарінер", "Світанок", "МН", "Белмакс", "Святий князь Володимир" й ін.;
- 21 морське суховантажне судно необмеженого району плавання типу "EMI Proud", "Аметист", "Спарта", "Саксона", "Скала", "Eren-C", "Кая Піонер";
- 10 багатофункціональних аварійно-рятувальних суден - криголамів типу "Берингова Протока" потужністю 7 МВт з класом Icebreaker 6, багатофункціональних аварійно-рятувальних суден арктичного плавання типу "Рятівник Карев" потужністю 4 МВт з класом Arc 5, багатофункціональних морських водолазних суден типу "Стольний град Ярославль";
- 9 буксирів, в тому числі мілкосидячі криголамні буксири типу "Портовий", транспортні буксири-постачальники для Каспію типу "Фенікс", пожежний буксир "Пенай", буксир-кантовщик "Бульбаш";
- 8 залізничних поромів типу "Петровськ", "Скіф", "Авангард", "Балтійськ", "Слов'янин" і "Ulfat";
- 7 комбінованих танкерів-майданчиків типу "Балт Флот";
- 7 морських балкерів типу "Грумант", "OBAHAN-C" і "BEHCET-C";
- 6 накотних судна постачання для Камчатки типу "Сосновка" і морських суховантажних суден-майданчиків типу "Андрій Артеменко";
- 4 морських суден для перевезення худоби;
- 4 багатофункціональних лоцмейстерських (обстановочних) суден типу "Дмитро Сироткін", "Ладожський", "Віктор Кусков";
- 2 річкових екологічних судна типу "Эколог-1";
- 2 ґрунтовивізні саморозкриваючі шаланди типу "КШ-1";
- багатофункціональний аварійно-рятувальний катамаран типу "Ігор Ільїн";
- газовоз типу "Булмаркет";
- річкове пасажирське круїзне судно "Олександр Грін";
- висококомфортабельне круїзне пасажирське судно змішаного ріка-море плавання "Штандарт";
- автомобільно-пасажирський пором типу "Микола Аксьоненко";
- пасажирське судно для чорноморського узбережжя "Імперія", прогулянкове судно-банкетохід "Сочі", службово-роз'їздні судна "Нева", "Барс" і "Кавказ" для VIP-пасажирів;
- гелікоптерний майданчик-причал "Вікторія Регія", плавучий двосекційний причал типу "ПРП-4", спеціальний технологічний понтон для криголаму.

Серед суден, які будуються за проектами бюро:
- багатофункціональні криголами-постачальники потужністю 22 МВт класу Icebreaker 8,
- багатофункціональні буксири-рятувальники з льоовим класом Arc 5,
- багатофункціональні аварійно-рятувальні судна арктичного плавання потужністю 4 МВт з класом Arc 5,
- залізнично-автомобільно-пасажирські пороми для Каспійського моря,
- автомобільно-залізничні / пасажирські пороми з можливістю перевезення небезпечних вантажів з льодовою категорією Arc5 для поромної лінії Ваніно-Холмськ,
- морозильні траулери і краболови для роботи в Північній Атлантиці і Баренцевому морі,
- круїзне пасажирське судно змішаного ріка-море плавання з місткістю 310 пасажирів,
- річкове круїзне пасажирське судно місткістю 342 пасажира,
- багатофункціональні лоцмейстерські судна для Росморпорту типу "Віктор Кусков",
- рейдові перевантажувальні комплекси з вантажним трюмом місткістю 4600 куб.м. і краном в/п 35 т кожний типу "Luft",
- судно-музей для порту Баку на основі "трьохострівного" танкера старого типу,
- сучасні морські й змішаного ріка-море плавання суховантажні і нафтоналивні судна типу "Пола Макарія", "Олександр Шемагін", "Нева-Лідер", "Глостер", "Єдиний", "Азовський п'ятитисячник", "Белмакс"

і ряд інших іннваційних суден.

## Будівництво
Судна за проектами Морського інженерного бюро будувалися і будуються на підприємствах:
- Невском судостроительном заводе (Шлиссельбург);
- Выборгском судостроительном заводе;
- Окской судоверфи (Навашино);
- судостроительном заводе "Красное Сормово";
- Бакинском судостроительном заводе;
- судоремонтно-судостроительном заводе "Зых" (Азербайджан);
- Адмиралтейской верфи;
- судостроительном заводе "Лотос" (Астрахань);
- верфи братьев Нобель (Рыбинск) / Вымпеле (Рыбинск);
- Амурском судостроительном заводе;
- Сосновском судостроительном заводе;
- Ярославском судостроительном заводе;
- Московском судостроительном и судоремонтном заводе;
- заводе "Нефтефлот" (Самара);
- заводе "Нижегородский теплоход" (Бор);
- заводе "Борремфлот" (пос. Октябрьский);
- заводе "Память Парижской коммуны" (пос. Память Парижской Коммуны);
- Онежском судостроительном заводе (Петрозаводск);
- Балаковском судостроительном и судоремонтном заводе;
- Волгоградском судостроительном заводе;
- Херсонском судостроительном заводе;
- Херсонском судостроительно-судоремонтном заводе им. Коминтерна, филиал АСК "Укрречфлот";
- Килийском судостроительно-судоремонтном заводе;
- Верфи Терсан;
- верфи Бешикташ;
- верфи Турктер;
- верфи Ярдымджи;
- верфи Армада;
- верфи Селах;
- верфи Ада;
- верфи Нордик Ярдс (Висмар, Германия);
- Qingdao Hyundai Shipbuilding Co. (Qingdao, Китай);
- верфи "Hengyu" (Нингбо, остров Джоушан, Китай);
- Damen Yichang (Китай, концерн Дамен).

й раді інших верфів.
У процесі своєї діяльності спеціалістами Морського інженерного бюро виконується безперервний науковий пошук з наступним створення "лінійок" головних параметрів суден і рішень зовнішньої задачі проектування для плавучих об'єктів різноманітних типів і призначення, що дозволяє підвищувати ефективність роботи і конкурентноспроможність проектної продукції з урахуванням інтересів клієнтів і світових тенденцій розвитку суднобудівної галузі.

## Виконання замовлень
- Федерального Агентства морского и речного транспорта Министерства транспорта Российской Федерации;
- Азербайджанского Каспийского Морского Пароходства;
- АО "ОСК";
- ФГБУ "Морспасслужба";
- ФГУП "РОСМОРПОРТ";
- транспортного холдинга Universal Cargo Logistics Holding (Волжское пароходство, В.Ф. Танкер, Северо-Западное пароходство, Окская судоверфь);
- компаний "БФ Танкер", "Пола Райз", "Белмакс";
- Московского речного пароходства;
- Северо-Западного рыбопромышленного консорциума;
- Русской рыбопромышленной компании;
- группы компаний "Палмали";
- компании "Альброс";
- судоходной компании "Волготранс";
- Ленского объединенного речного пароходства;
- Сахалинского морского пароходства;
- Амурского пароходства;
- компании "Черноморский судоходный менеджмент";
- АСК "Укрречфлот";
- ЧАО "Украинское Дунайское пароходство";

й багато інших.
За час існування бюро кількість штатних співробітників збільшилася з 4 до 98 осіб, при цьому трудовий колектив безперервно підвищує кваліфікацію при повному сприянні з боку керівництва стосовно розвитку, творчої й виробничої активності, включаючи опанування нових і вдосконалення існуючих технологій проектування, розробку власних програмних продуктів для проектування.

## Керівництво
- професор Єгоров Геннадій Вячеславович (1995—2021)[1]
- кандидат технічних наук Єгоров Олександр Геннадійович (з 2021)
- доктор технічних наук, професор Козляков Віталій Васильович (головний науковий консультант; 2008—2018)